# Jorge Menéndez (ministro)
Jorge Edgardo Menéndez Corte (Montevideo, 13 de agosto de 1951-Durazno, 11 de abril de 2019) fue un político y odontólogo uruguayo perteneciente al Frente Amplio.

## Biografía
Militante del Partido Socialista del Uruguay desde 1970, al restablecerse la democracia fue elegido edil por el departamento de Durazno, siendo el primer edil del Frente Amplio en ese departamento. Integró en varias oportunidades el Comité Central de Partido Socialista del Uruguay y fue Secretario Político de la Departamental de Durazno de dicho paritido. 
En 2005, al acceder Tabaré Vázquez a la primera magistratura, ingresó en la Cámara de Diputados y se convirtió en el primer diputado del Frente Amplio electo por Durazno. En 2007 Tabaré Vázquez lo convocó para que asumiera como subsecretario de Defensa Nacional, cargo que volvió a ocupar desde 2011.
El 5 de agosto de 2016, al producirse el fallecimiento del ministro Eleuterio Fernández Huidobro, Menéndez asumió la titularidad de la cartera.
Trabajó en el equipo que creó al Consejo de Defensa de UNASUR (CDS-UNASUR). Asimismo participó en la creación del Centro de Estudios Estratégicos de Defensa de UNASUR (CEED-UNASUR) y de la Escuela Suramericana de Defensa de dicho organismo (ESUDE-UNASUR).  
Desde el 5 de diciembre de 2014 hasta el 18 de abril de 2016 fue Secretario Ejecutivo del CDS-UNASUR y Presidente del Consejo Directivo del CEED-UNASUR y del Consejo Superior de la ESUDE - UNASUR 
El 1 de abril de 2019, luego del escándalo producido por el juicio del Tribunal de Honor militar a José Gavazzo y Jorge Silveira, en el cual el primero confesó haber arrojado al río Negro el cuerpo del tupamaro Roberto Gomensoro, Vázquez solicitó la renuncia al ministro Menéndez, así como al viceministro Daniel Montiel y a los tres generales que integraron el Tribunal de Honor, entre ellos al comandante en jefe del Ejército, José González. El día miércoles 3 de abril se hace de público conocimiento el contenido de la carta de renuncia de Menéndez, donde él aclara que puso en conocimiento de Presidencia de la República sobre los hechos proponiendo dar cuenta a la justicia. 
El exministro de Defensa falleció el 11 de abril de 2019 a los 67 años. Víctima de un cáncer de páncreas e hígado que le había sido diagnosticado en enero de 2019.